# Monika Soćko
Monika Soćko (geborene Bobrowska; * 24. März 1978 in Warschau) ist eine polnische Schachspielerin.

## Leben
Sie erlernte das Schachspiel mit fünf Jahren von ihrem Vater. Zu ihren Erfolgen im Jugendalter zählen zweite Plätze bei den Jugendweltmeisterschaften U10 weiblich 1988 und U12 weiblich 1990, der Gewinn der Jugendeuropameisterschaft U18 weiblich 1996 und ein 2. Platz bei der Jugendeuropameisterschaft U20 weiblich 1997.
Die polnische Meisterschaft der Frauen gewann sie 1995 (unter ihrem Mädchennamen Bobrowska), 2004, 2008, 2010, 2013, 2014, 2016 und 2017.
Bei den Europameisterschaften der Frauen kam sie 2003 auf Platz 5 und 2007 auf Platz 8. In den Jahren 2004 und 2005 siegte sie beim Acropolis-Frauenturnier in Athen. Im September 2007 gewann sie das internationale Frauenturnier in Baku mit 7 Punkten aus 9 Partien. Bei der Frauen-Weltmeisterschaft 2008 in Naltschik schied sie in der 2. Runde mit 0,5–1,5 gegen Hoàng Thanh Trang aus. Im August 2009 gewann sie das Open Arctic Chess Challenge in Tromsø mit 7 Punkten aus 9 Partien aufgrund besserer Wertung vor Ray Robson, Marian Petrow und Emanuel Berg. 2022 gewann Monika Soćko die Europameisterschaft der Frauen in Prag. Sie erzielte 8,5 Punkte aus 11 Partien, blieb ungeschlagen und hatte auf eine fünfköpfige Verfolgergruppe einen halben Punkt Vorsprung.
Seit 1995 trägt sie den Großmeistertitel der Frauen (WGM), seit 2008 auch den Großmeistertitel (GM). Die erforderlichen Normen erfüllte sie im Februar 2005 beim 21. Open in Cappelle-la-Grande, im September 2007 bei einem Einladungsturnier für Frauen in Baku und im Mai 2008 beim Kaupthing Open in Differdingen. Im Februar 2015 liegt sie auf Platz 39 der FIDE-Weltrangliste der Frauen und führt die polnische Rangliste der Frauen an. Sie ist die Ehefrau des Großmeisters Bartosz Soćko, mit dem sie drei Kinder hat.

## Nationalmannschaft
Monika Soćko nahm mit der polnischen Frauenmannschaft an den Schacholympiaden 1994, 1996, 1998, 2000, 2002, 2004, 2008, 2010, 2012, 2014, 2016 und 2018 teil. 2002 erreichte sie mit der Mannschaft den dritten Platz und gewann die Einzelwertung am dritten Brett, 2016 belegte sie mit der Mannschaft den zweiten Platz. Außerdem nahm sie an den Mannschaftsweltmeisterschaften der Frauen 2007, 2015 und 2017 und den Mannschaftseuropameisterschaften der Frauen 2001, 2003, 2005, 2007, 2009, 2011, 2013, 2015, 2017 und 2019 teil. Mit der Mannschaft gewann sie die Mannschafts-EM 2005 in Göteborg, erreichte 2007 und 2011 den zweiten sowie 2013 den dritten Platz, in der Einzelwertung erreichte sie 2005 das beste Ergebnis am zweiten Brett und die zweitbeste Elo-Leistung aller Teilnehmerinnen.

## Vereine
In der polnischen Mannschaftsmeisterschaft spielte Soćko 1997 für KSz Sido Cafe Hańcza Suwałki, 1998 und 1999 für KS Pocztowiec TP S.A. Poznań, 2000 bis 2006 sowie 2008 für Polonia Warschau, mit denen sie von 2000, 2001, 2002, 2003, 2004, 2005 und 2006 die Meisterschaft gewann, seit 2009 spielt sie für die Mannschaft von WASKO HetMaN Szopienice (seit 2015 WASKO HETMAN Katowice), mit der sie 2010, 2013, 2015, 2016, 2017, 2018 und 2019 den Titel gewann. Die polnische Mannschaftsmeisterschaft der Frauen gewann Monika Soćko 2009 und 2010 mit dem MKSz Rybnik mit dem sie bereits 1998 am European Club Cup der Frauen teilnahm.
In der deutschen Frauenbundesliga spielte sie von 1993 bis 1999 für die Rodewischer Schachmiezen, von 2000 bis 2002 für die SG Heiligenhaus, in der Saison 2002/03 und von 2004 bis 2008 für Weiß-Blau Allianz Leipzig, seit 2009 spielt sie für den Hamburger SK. In der britischen Four Nations Chess League spielt sie in der Saison 2019/20 für Guildford, in der spanischen División de Honor trat sie 2020 für CA Solvay an.
Die russische Mannschaftsmeisterschaft der Frauen gewann sie 2010 mit der Mannschaft der Schachföderation Sankt Petersburg, mit der sie im selben Jahr auch am European Club Cup der Frauen teilnahm. Außerdem spielte Monika Soćko auch schon für die Mannschaft von CE de Monte Carlo, mit der sie 2007 und 2008 den European Club Cup der Frauen gewann.
Seit der Saison 2015/16 spielt Soćko in Deutschland auch im allgemeinen Spielbetrieb mit der Schachabteilung des FC St. Pauli, zunächst in der Oberliga Nord, seit 2017 in der 2. Bundesliga Nord. Im März 2024 gelang ihr mit der Mannschaft der Aufstieg in die höchste Spielklasse.